# Cumberland Mills
Pour les articles homonymes, voir Cumberland.
Cumberland Mills (Cumberland dans sa forme raccourcie) est un hameau situé aux confins des territoires municipaux de Saint-Simon-les-Mines, Saint-Benjamin et Saint-Georges, au Québec (Canada). Il est un des vestiges de la présence d'une aristocratie protestante en Beauce.

## Toponymie
Le hameau est nommé d'après le nom attribué à un fief constitué lors du démantèlement de la seigneurie Aubin-De L'Isle en 1782. Le nom Cumberland honore Henri Frederick, duc de Cumberland et frère de George III,.
La particule Mills réfère aux nombreux moulins à scie ayant opéré dans les environs.

## Géographie
Le hameau est situé à 10 km au nord-est du centre-ville de Saint-Georges. Il est établi de part et d'autre de la rivière Cumberland, un affluent de la rivière Famine.

## Histoire
Le fief Cumberland est créé sur ordre de la Cour, par subdivision de la seigneurie Aubin-De L'Isle en 1782. Le fief change de mains à plusieurs reprises, ce qui retarde son peuplement : John Collins (en) s'en porte acquéreur en 1782, mais ne l'occupe pas; il le cède en 1790 à Andrew Philip Skene, qui le revend au marchand lévisien Edward Harbottle. Ce dernier revend le fief à William Torrance en 1819, puis l'acquiert de nouveau vers 1823. Le défrichage du fief est entamé vers 1830,. Harbottle construit un moulin qui permet de transformer le bois en 1840.

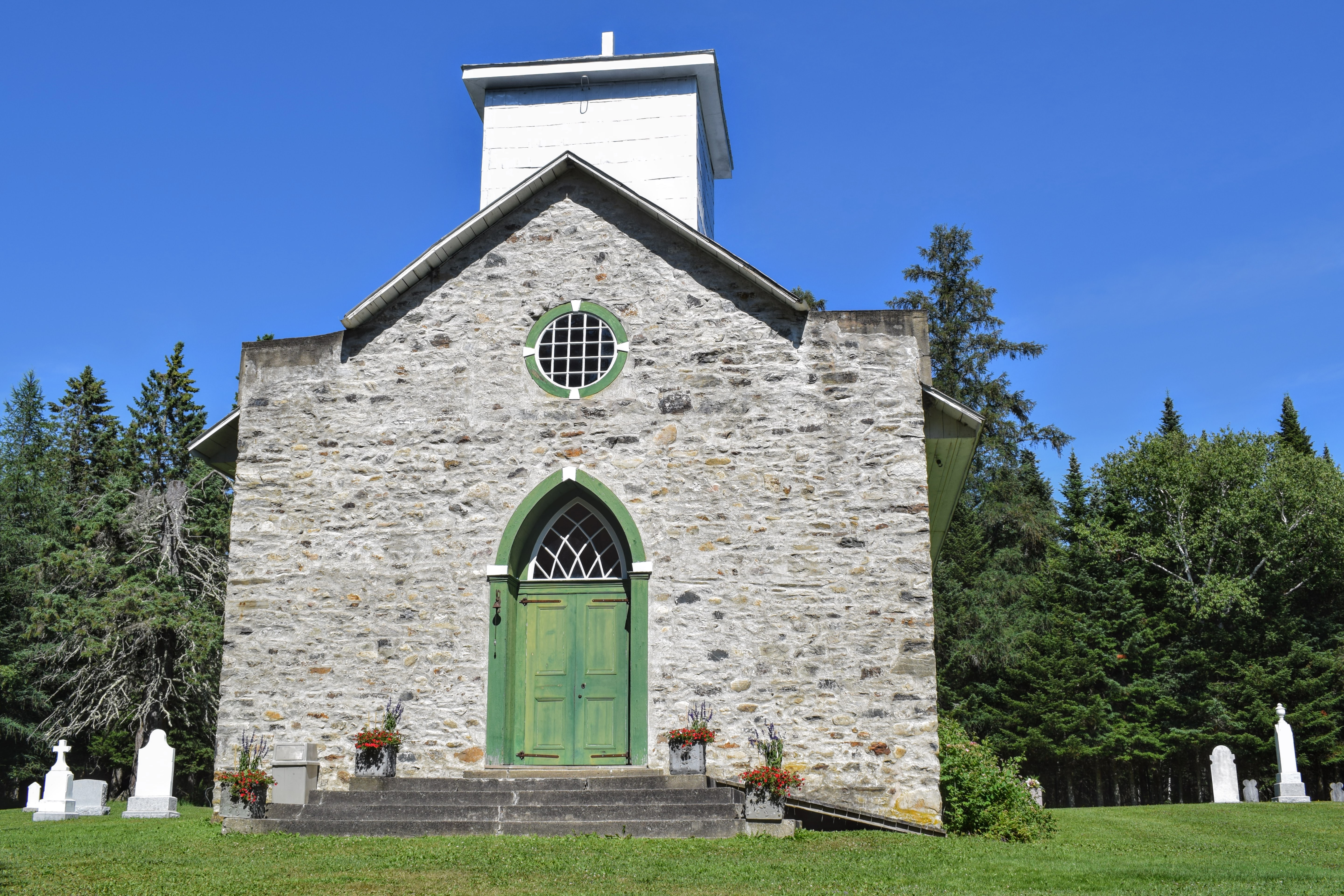
Une église anglicane est construite dès les débuts du hameau.

En 1847, Harbottle fait ériger près de son manoir l'église Saint-Paul, une église anglicane de pierre de style néogothique, entourée d'un cimetière. Des messes étaient déjà célébrées depuis l'année précédente, possiblement dans le manoir Harbottle.
Le domaine est racheté en 1867 par Edward Harbottle Taylor, neveu d'Edward Harbottle. Les Taylors demeurent à Cumberland Mills pendant une centaine d'années.
Un bureau de poste est ouvert en 1878.

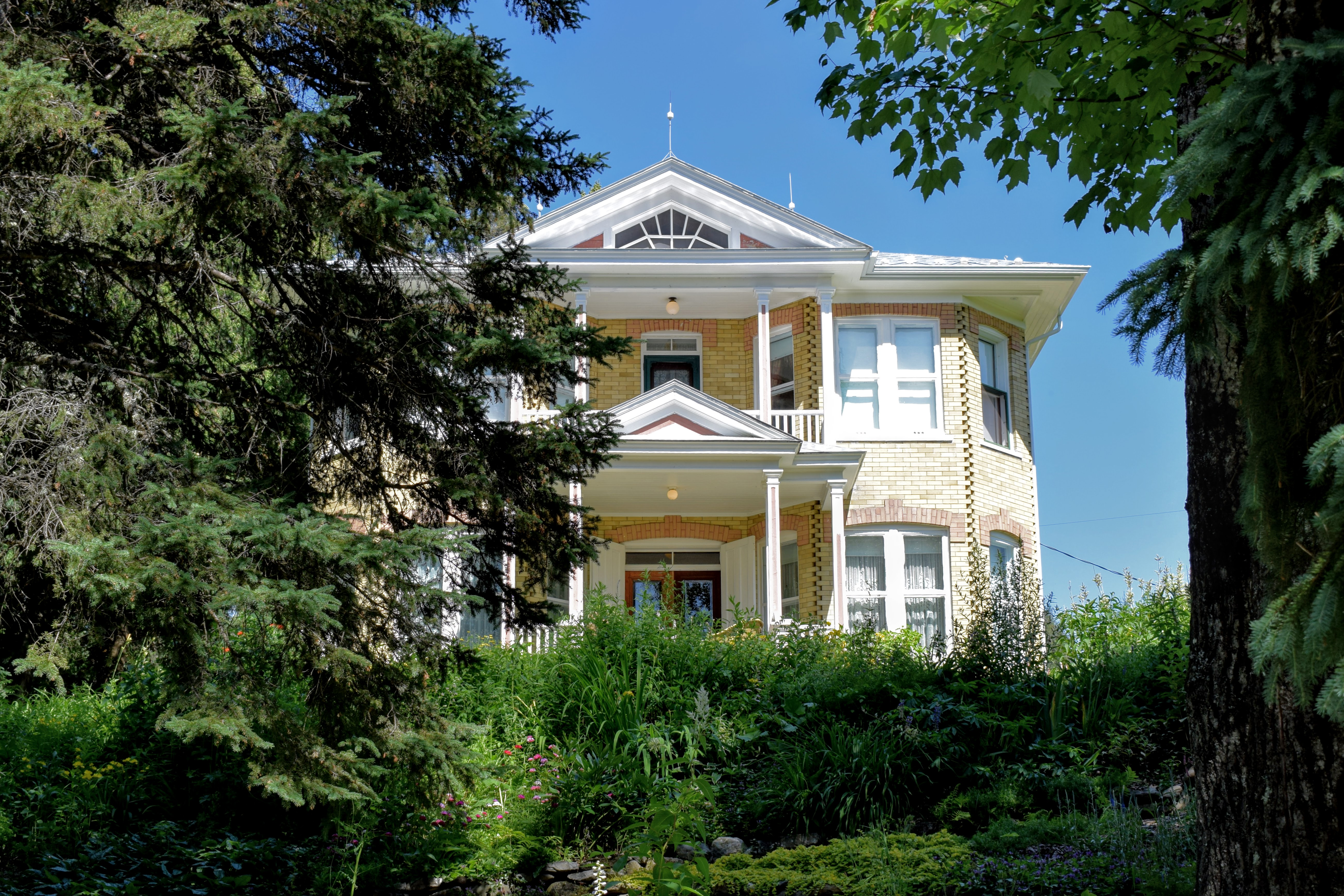
Le manoir Taylor est construit en 1916-1917.

Thomas John Taylor, héritier d'une partie du domaine, fait construire en 1917-1918 un nouveau manoir de style Foursquare. À cette époque, une gare sur le chemin de fer Québec Central dessert la bourgade anglophone.
Les effectifs anglicans diminuant, l'église n'est pratiquement plus desservie par un pasteur à partir de 1946, et les services s'y tiennent sur une base irrégulière.
Le bureau de poste ferme en 1962. Il avait été sous la responsabilité des Taylor à son ouverture, puis entre 1934 et 1962.
Le manoir Taylor a été converti en gîte touristique au tournant du xxie siècle. L'église Saint-Paul et le manoir Taylor forment aujourd'hui un ensemble patrimonial protégé en raison de ses valeurs architecturales et historiques.